# Мови меншин Хорватії

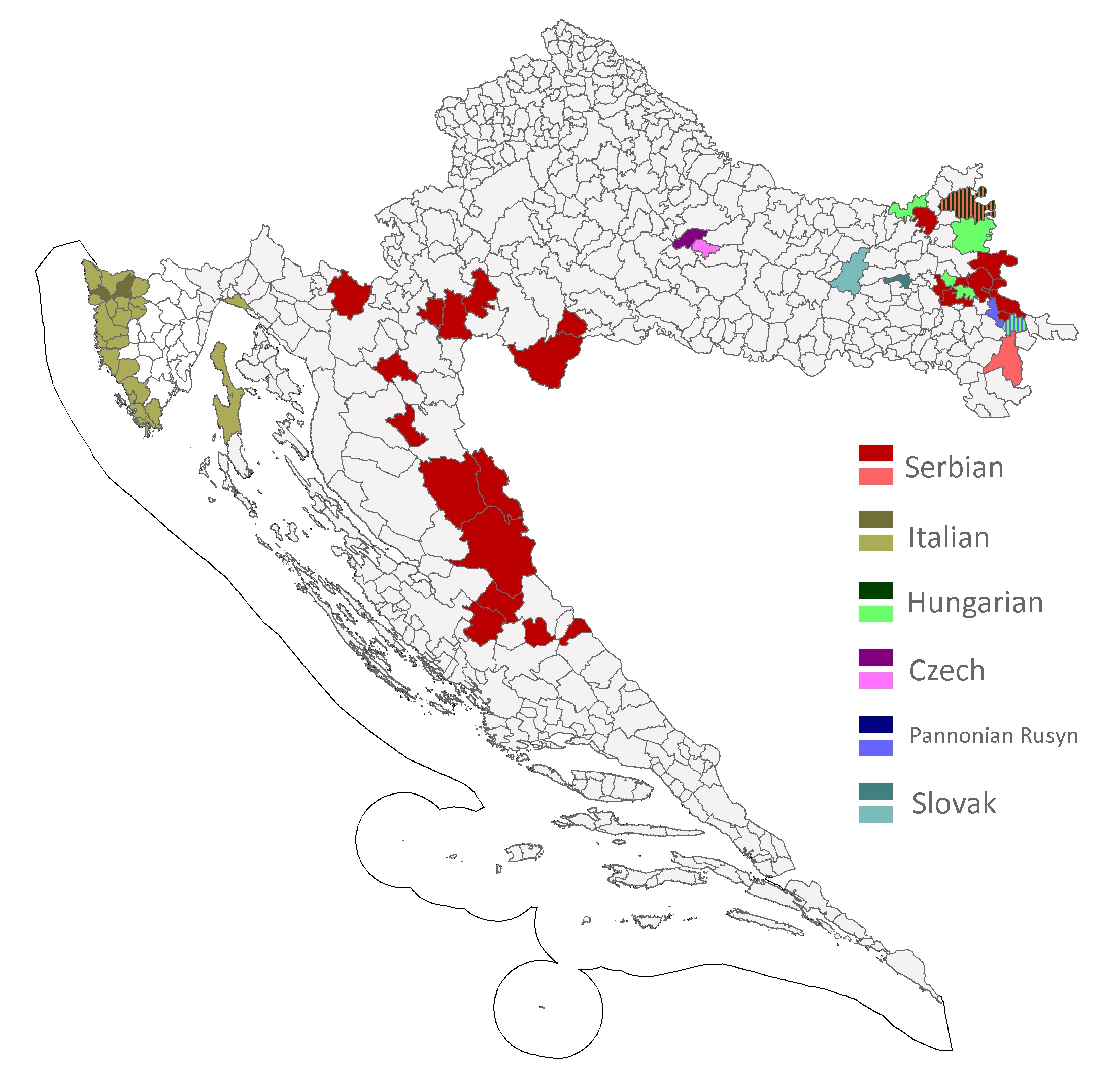
Громади з офіційними мовами меншин:
сербська (понад 33% представників меншини)
сербська (до 33% представників меншини)
італійська (понад 33% представників меншини)
італійська (до 33% представників меншини)
угорська (понад 33% представників меншини)
угорська (до 33% представників меншини)
чеська (понад 33% представників меншини)
чеська (до 33% представників меншини)
русинська (понад 33% представників меншини)
русинська (до 33% представників меншини)
словацька (понад 33% представників меншини)
словацька (до 33% представників меншини)

Мови меншин у Хорватії — традиційні або рідні мови національних меншин Хорватії. Окрім вживання у побуті або у спільноті, мови меншин використовуються різними способами та різною мірою як в офіційній сфері, так і в громадському житті.

## Правові засади
Конституція Хорватії у своїй преамбулі визначає Хорватію як національну державу хорватського народу, країну всіх її громадян і країну традиційних автохтонних спільнот, які в Конституції називаються національними меншинами. Безпосередньо перелічені в Конституції нацменшини такі: серби, чехи, словаки, італійці, угорці, євреї, німці, австрійці, українці, русини, босняки, словенці, чорногорці, македонці, росіяни, болгари, поляки, цигани, румуни, турки, влахи та албанці. Стаття 12 Конституції говорить, що офіційною мовою в Хорватії є хорватська мова, а в окремих одиницях місцевого самоврядування (містах і громадах) може бути введено в офіційний ужиток іншу мову та кирилицю або іншу писемність.
Офіційне використання мов меншин регулюється на підставі відповідного законодавства Республіки Хорватія та міжнародних конвенцій і угод, до яких держава приєдналася та/або підписала їх. Найважливішими законами на національному рівні є Конституційний закон про права національних меншин, Закон про вживання мов і письма національних меншин та Закон про освіту мовою і писемністю національних меншин. Конституційному закону про права національних меншин від 2002 року передував ухвалений парламентом Хорватії у грудні 1991 року «Конституційний закон про права і свободи людини та права етнічних і національних громад або меншин», який був передумовою міжнародного співтовариства для міжнародного визнання незалежності Хорватії.
Найважливіші міжнародні угоди щодо мов меншин — Європейська хартія регіональних мов або мов меншин і Рамкова конвенція про захист національних меншин, ухвалені Радою Європи. Представники національних меншин набули певних прав через міждержавні та міжнародні договори та угоди, такі як Рапальська угода та Ердутська угода.
Необхідна передумова у вигляді 33,3% представників національних меншин серед місцевого населення для обов'язкового запровадження рівного використання мови меншини вважається пропорційно високою, оскільки Дорадчий комітет Рамкової конвенції про захист національних меншин Ради Європи вважає доцільною частку від 10 до 20%. Хорватська громадськість і влада не завжди виявляють схвальне ставлення до питань прав меншин, але вступ Хорватії до Європейського Союзу позитивно вплинув на затвердження офіційного використання мов меншин.

## Громади з мовами меншин в офіційному вжитку[4]
| Громада           | Назва мовою меншини       | Мова       | Населені пункти                                                                              | Підстава введення           | Населення (2011) | Частка від загального населення | Жупанія                  |
| ----------------- | ------------------------- | ---------- | -------------------------------------------------------------------------------------------- | --------------------------- | ---------------- | ------------------------------- | ------------------------ |
| Кончаниця         | Končenice                 | чеська     | всі н/п                                                                                      | конституційний закон        | 2360             | 47,03 %                         | Б'єловарсько-Білогорська |
| Дарувар           | Daruvar                   | чеська     | Людевит-Село, Дарувар, Доній Дарувар, Горній Дарувар i Доляни                                | місцевий підзаконний акт    | 11.633           | 21,36 %                         | Б'єловарсько-Білогорська |
| Кнежеві Виногради | Hercegszöllős             | угорська   | всі н/п                                                                                      | конституційний закон        | 4614             | 38,66 %                         | Осієцько-Баранська       |
| Билє              | Bellye                    | угорська   | всі н/п                                                                                      | місцевий підзаконний акт    | 5642             | 29,62 %                         | Осієцько-Баранська       |
| Ернестиново       | Ernestinovo               | угорська   | Ласлово                                                                                      | місцевий підзаконний акт    | 2225 (2001)      | 22 % (2001)                     | Осієцько-Баранська       |
| Петловаць         | Baranyaszentistván        | угорська   | Новий Бездан                                                                                 | місцевий підзаконний акт    | 2405             | 13,72 %                         | Осієцько-Баранська       |
| Томпоєвці         | Tompojevci                | угорська   | Чаковці                                                                                      | місцевий підзаконний акт    | 1561             | 9,01 %                          | Вуковарсько-Сремська     |
| Тординці          | Valkótard                 | угорська   | Кородж                                                                                       | місцевий підзаконний акт    | 2251 (2001)      | 18 % (2001)                     | Вуковарсько-Сремська     |
| Пунитовці         | Punitovci                 | словацька  | всі н/п                                                                                      | конституційний закон        | 1850 (2001)      | 36,94 %                         | Осієцько-Баранська       |
| Нашиці            |                           | словацька  | Єлисаваць                                                                                    | місцевий підзаконний акт    | 16.224           | 5,57 % (2001)                   | Осієцько-Баранська       |
| Врбовсько         | Врбовско                  | сербська   | всі н/п                                                                                      | конституційний закон        | 5076             | 35,22 %                         | Приморсько-Горанська     |
| Вуковар           | Вуковар                   | сербська   | всі н/п                                                                                      | конституційний закон        | 27.683           | 34,87 %                         | Вуковарсько-Сремська     |
| Бискупія          | Бискупија                 | сербська   | всі н/п                                                                                      | конституційний закон        | 1699 (2001)      | 85,46 %                         | Шибеницько-Книнська      |
| Борово            | Борово                    | сербська   | всі н/п                                                                                      | конституційний закон        | 5056             | 89,73 %                         | Вуковарсько-Сремська     |
| Цивляне           | Цивљане                   | сербська   | всі н/п                                                                                      | конституційний закон        | 239              | 78,66 %                         | Шибеницько-Книнська      |
| Доні Кукурузари   | Доњи Кукурузари           | сербська   | всі н/п                                                                                      | конституційний закон        | 1634             | 34,82 %                         | Сисацько-Мославинська    |
| Двор              | Двор                      | сербська   | всі н/п                                                                                      | конституційний закон        | 6233             | 71,90 %                         | Сисацько-Мославинська    |
| Ердут             | Ердут                     | сербська   | всі н/п                                                                                      | конституційний закон        | 7308             | 54,56 %                         | Осієцько-Баранська       |
| Ервеник           | Ервеник                   | сербська   | всі н/п                                                                                      | конституційний закон        | 1105             | 97,19 %                         | Шибеницько-Книнська      |
| Грачаць           | Грачац                    | сербська   | всі н/п                                                                                      | конституційний закон        | 4690             | 45,16 %                         | Задарська                |
| Гвозд             | Гвозд або Вргинмост       | сербська   | всі н/п                                                                                      | конституційний закон        | 2970             | 66,53 %                         | Сисацько-Мославинська    |
| Ягодняк           | Јагодњак                  | сербська   | всі н/п                                                                                      | конституційний закон        | 2040             | 65,89 %                         | Осієцько-Баранська       |
| Кистанє           | Кистање                   | сербська   | всі н/п                                                                                      | конституційний закон        | 3481             | 62,22 %                         | Шибеницько-Книнська      |
| Крняк             | Крњак                     | сербська   | всі н/п                                                                                      | конституційний закон        | 1985             | 68,61 %                         | Карловацька              |
| Маркушиця         | Маркушица                 | сербська   | всі н/п                                                                                      | конституційний закон        | 2576             | 90,10 %                         | Вуковарсько-Сремська     |
| Негославці        | Негославци                | сербська   | всі н/п                                                                                      | конституційний закон        | 1463             | 96,86 %                         | Вуковарсько-Сремська     |
| Плашки            | Плашки                    | сербська   | всі н/п                                                                                      | конституційний закон        | 2292 (2001)      | 45,55 %                         | Карловацька              |
| Шодоловці         | Шодоловци                 | сербська   | всі н/п                                                                                      | конституційний закон        | 1653             | 82,58 %                         | Осієцько-Баранська       |
| Трпиня            | Трпиња                    | сербська   | всі н/п, крім Челіє                                                                          | конституційний закон        | 5572             | 89,75 %                         | Вуковарсько-Сремська     |
| Удбина            | Удбина                    | сербська   | всі н/п                                                                                      | конституційний закон        | 1874             | 51,12 %                         | Лицько-Сенська           |
| Войнич            | Војнић                    | сербська   | всі н/п                                                                                      | конституційний закон        | 4764             | 44,71 %                         | Карловацька              |
| Врховине          | Врховине                  | сербська   | всі н/п                                                                                      | конституційний закон        | 1381             | 80,23 %                         | Лицько-Сенська           |
| Доній Лапаць      | Доњи Лапац                | сербська   | всі н/п                                                                                      | конституційний закон        | 2113             | 80,64 %                         | Лицько-Сенська           |
| Кнежеві Виногради | Кнежеви Виногради         | сербська   | всі н/п                                                                                      | місцевий підзаконний акт    | 4614             | 18,43 %                         | Осієцько-Баранська       |
| Ніємці            | Нијемци                   | сербська   | Бановці та Винковацькі Бановці                                                               | місцевий підзаконний акт    | 4705             | 10,95 %                         | Вуковарсько-Сремська     |
| Грожнян           | Grisignana                | італійська | всі н/п                                                                                      | конституційний закон        | 785 (2001)       | 39,40 %                         | Істрійська               |
| Бртонигла         | Verteneglio               | італійська | всі н/п                                                                                      | конституційний закон (2001) | 1873 (2001)      | 37,37 % (2001)                  | Істрійська               |
| Бує               | Buie                      | італійська | всі н/п                                                                                      | місцевий підзаконний акт    | 5127             |                                 | Істрійська               |
| Црес              | Cherso                    | італійська | всі н/п                                                                                      | місцевий підзаконний акт    | 2959 (2001)      |                                 | Приморсько-Горанська     |
| Новиград          | Cittanova                 | італійська | всі н/п                                                                                      | місцевий підзаконний акт    | 4345             | 10,20 %                         | Істрійська               |
| Пореч             | Parenzo                   | італійська | всі н/п                                                                                      | місцевий підзаконний акт    | 16.696           | 3,2 %                           | Істрійська               |
| Пула              | Pola                      | італійська | всі н/п                                                                                      | місцевий підзаконний акт    | 57.460           | 4,43 %                          | Істрійська               |
| Рієка             | Fiume                     | італійська | всі н/п                                                                                      | місцевий підзаконний акт    | 128.624          | 1,90 %                          | Приморсько-Горанська     |
| Ровинь            | Rovigno                   | італійська | всі н/п                                                                                      | місцевий підзаконний акт    | 14.294           | 11,5 % (2001)                   | Істрійська               |
| Умаг              | Umago                     | італійська | всі н/п                                                                                      | місцевий підзаконний акт    | 13.467 (2001)    | 18,3 % (2001)                   | Істрійська               |
| Воднян            | Dignano                   | італійська | всі н/п                                                                                      | місцевий підзаконний акт    | 6119             | 16,62 %                         | Істрійська               |
| Бале              | Valle d'Istria            | італійська | всі н/п                                                                                      | місцевий підзаконний акт    | 1127             | 36,61 % (1991)                  | Істрійська               |
| Фажана            | Fasana                    | італійська | всі н/п                                                                                      | місцевий підзаконний акт    | 3635             | 4,82 % (1991)                   | Істрійська               |
| Фунтана           | Fontane                   | італійська | всі н/п                                                                                      | місцевий підзаконний акт    | 831 (2001)       | 3,12 % (1991)                   | Істрійська               |
| Каштелир-Лабинці  | Castellier-Santa Domenica | італійська | всі н/п                                                                                      | місцевий підзаконний акт    | 1334 (2001)      |                                 | Істрійська               |
| Лижнян            | Lisignano                 | італійська | Шишан                                                                                        | місцевий підзаконний акт    | 3965             |                                 | Істрійська               |
| Мотовун           | Montona                   | італійська | всі н/п                                                                                      | місцевий підзаконний акт    | 983 (2001)       | 9,87 % (2001)                   | Істрійська               |
| Опрталь           | Portole                   | італійська | всі н/п                                                                                      | місцевий підзаконний акт    | 850              |                                 | Істрійська               |
| Тар-Вабрига       | Torre-Abrega              | італійська | всі н/п                                                                                      | місцевий підзаконний акт    | 1506 (2001)      |                                 | Істрійська               |
| Вишнян            | Visignano                 | італійська | Вишнян, Марковаць, Деклеви, Бенчани, Штути, Буцаловичі, Леговичі, Страпачичі, Барат і Фарини | місцевий підзаконний акт    | 2187 (2001)      | 9,1 % (2001)                    | Істрійська               |
| Врсар             | Orsera                    | італійська | всі н/п                                                                                      | місцевий підзаконний акт    | 2703 (2001)      | 5,66 % (1991)                   | Істрійська               |
| Богданівці        | Богдановци                | русинська  | Петрівці                                                                                     | місцевий підзаконний акт    | 1960             | 22,65 %                         | Вуковарсько-Сремська     |
| Томпоєвці         | Томпојевци                | русинська  | Міклушевці                                                                                   | місцевий підзаконний акт    | 1561             | 17,38 %                         | Вуковарсько-Сремська     |

## Мови меншин

### Істрорумунська
Істрорумунська — чи не найменша мова меншини з тих, якими розмовляють у Хорватії. Вона налічує менш ніж 500 носіїв, зосереджених переважно в кількох селах на північному сході півострова Істрія. Хоча мова в Конституції Хорватії під такою назвою офіційно не визнана (у Конституції згадуються румуни та «влахи»), вона конкретно такою визнана в Статуті Істрійської області та в Статуті громади Кршан. 2016 року завдяки фінансуванню від румунського уряду повністю відремонтовано школу в селі Шушнєвиця, де мало відбуватися навчання істрорумунською мовою.

### Італійська

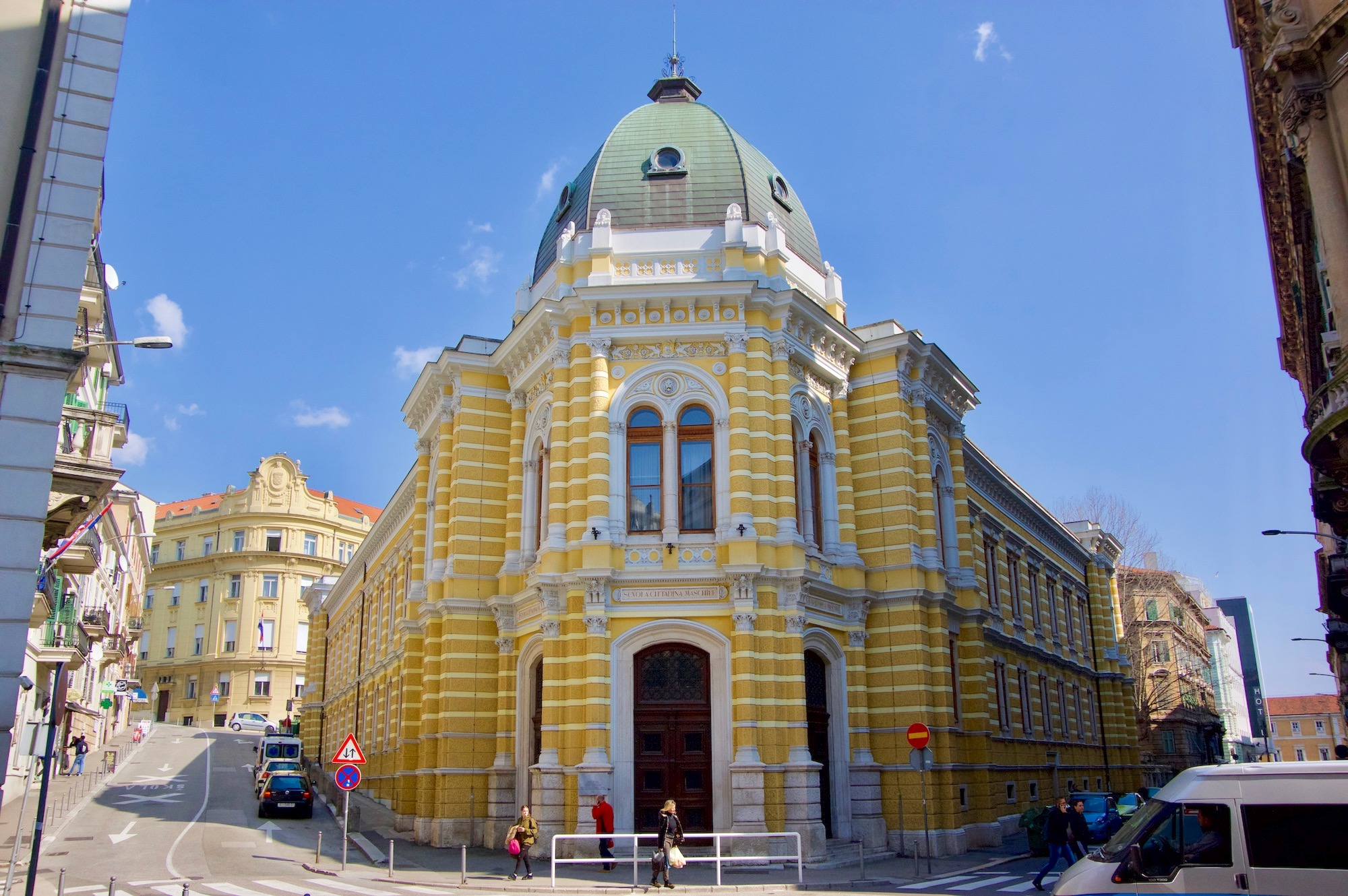
Італійська школа в Рієці

Італійська меншина отримала значно ширше право використовувати власну мову, ніж усі інші меншини в Хорватії У Рієці виходить щоденна газета італійською мовою під назвою La Voce del Popolo. З ініціативи місцевої автономістської партії Lista za Rijeku та в контексті підготовки до 2020 року, коли Рієка була культурною столицею Європи, міська рада розглянула можливість відновлення написів італійською мовою, скасованих у розпал Трієстської кризи.

#### Історія
Королівство Італія насадило виключне вживання італійської мови на східному узбережжі Адріатики, яке перейшло під його владу після розпаду Австро-Угорщини. У перші роки після визволення в Істрії та Рієці проводилася політика двомовності, рамки якої з часом у Рієці значно звузилися. Восени 1953 року в тодішній Югославії трапилися антиіталійські протести, під час яких було розбито двомовні таблички, в тому числі і на Італійському культурному клубі. Частина політичного керівництва вважала, що через зменшення у Рієці кількості осіб, які визнавали себе італійцями, видима двомовність у місті повинна бути обмежена культурною діяльністю італійської меншини, такою як театр, школи, газети та інші видання. Лондонський меморандум між урядами Італії, Сполученого Королівства, Сполучених Штатів Америки та Югославії щодо Вільної території Трієста від 1954 року передбачав обов'язковість запровадження візуальної двомовності в тих містах, де меншини становлять щонайменше 25% від загального населення.

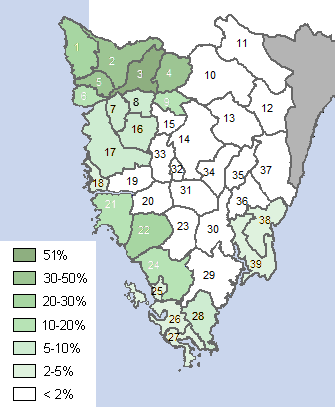
Італійці в Істрії 2001 року
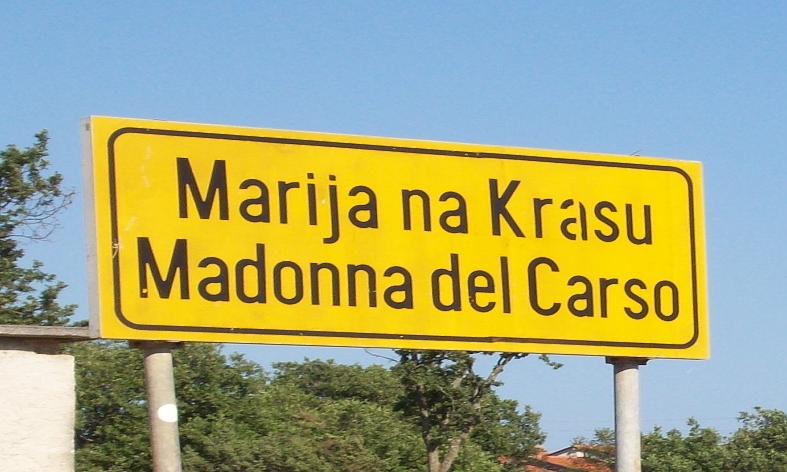
Двомовний напис в Істрії
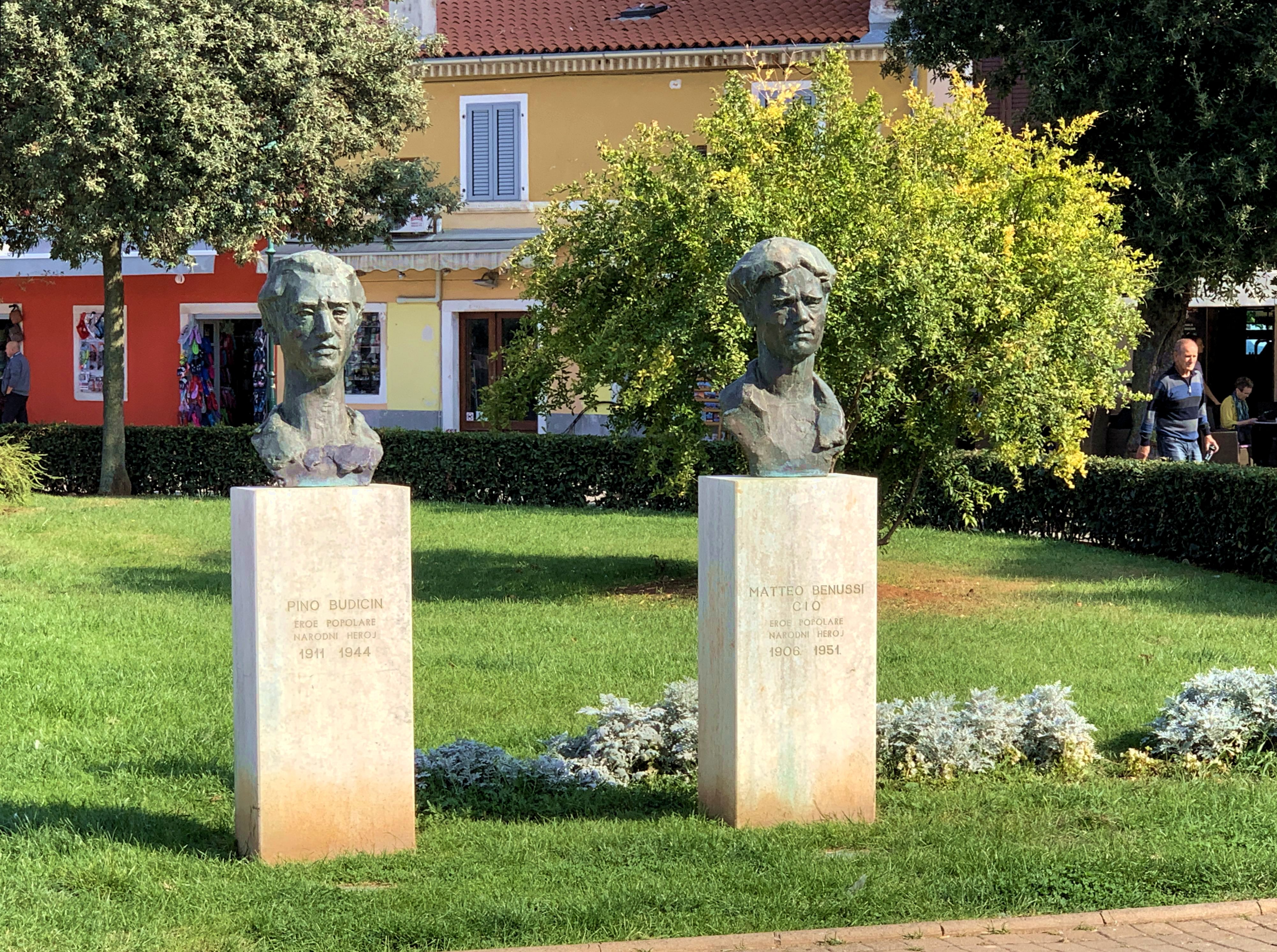
Двомовні написи на пам'ятниках народним героям у Ровині.

### Їдиш та іврит

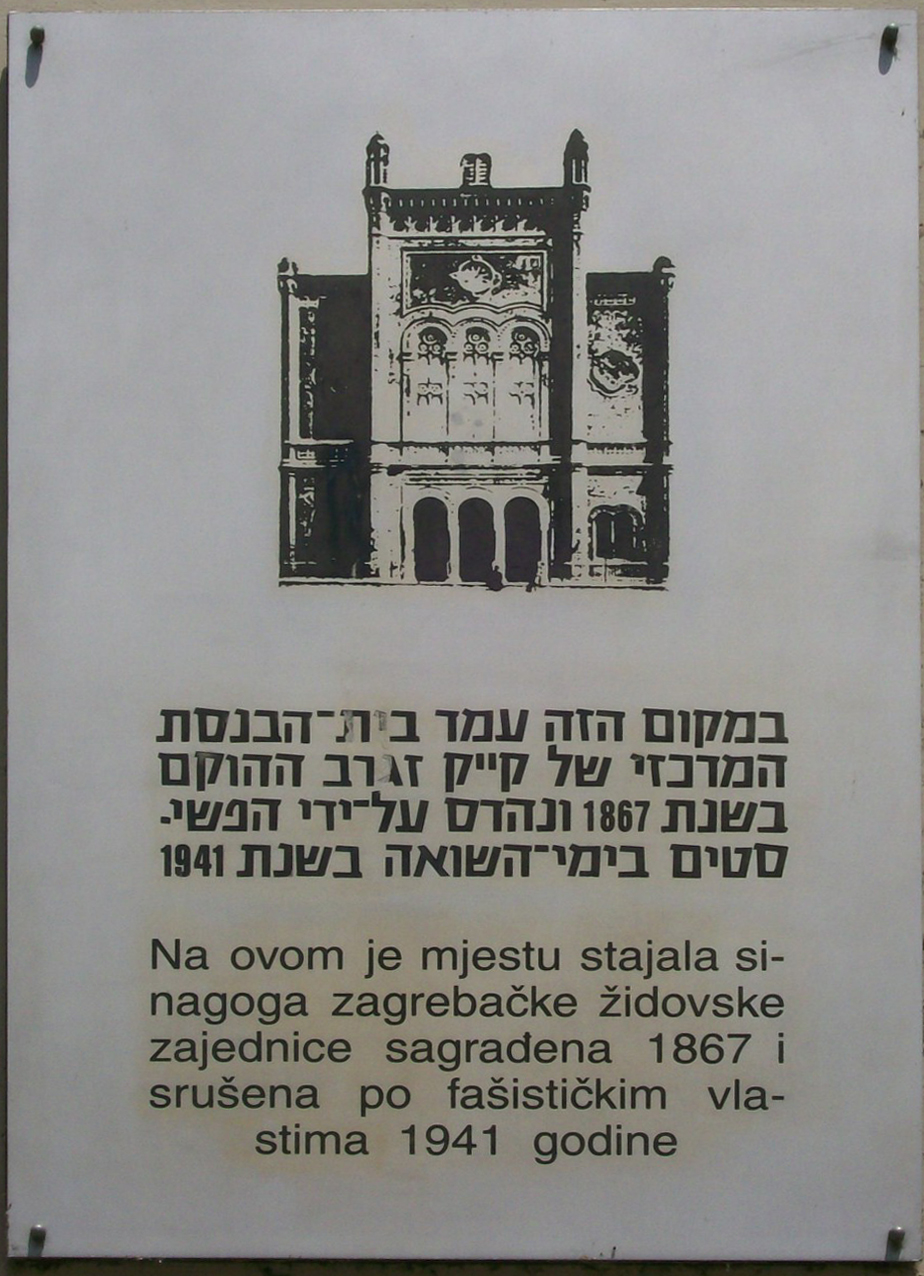
Встановлена 1986 року пам'ятна дошка на місці колишньої синагоги в Загребі

У Загребі діє бібліотека Єврейської громади Загреба, яка не має статусу однієї з центральних бібліотек нацменшин Хорватії. Окрім бібліотеки, в Загребі також є приватна початкова школа ім. Гьюго Кона, заснована 2003 року. 2007 року з метою збереження пам’яті про Голокост та сприяння толерантності Бранко Лустіг заснував «Фестиваль толерантності — фестиваль єврейського кіно».

### Німецька
В країні існує Австрійська читальня, Центральна бібліотека австрійців у Хорватії.
Німецька мова в сучасній Хорватії є насамперед першою чи другою іноземною мовою, а також визнана мовою меншини німців та австрійців у Хорватії. У країні діє «Німецька спілка — Національна асоціація дунайських швабів» (хорв. Njemačka zajednica – Zemaljska udruga Podunavskih Švaba) як найбільша асоціація меншини, яка виступає за емансипацію вжитку німецької мови у Східній Хорватії як історичної традиції Славонії, а особливо міста Осієк.

### Сербська

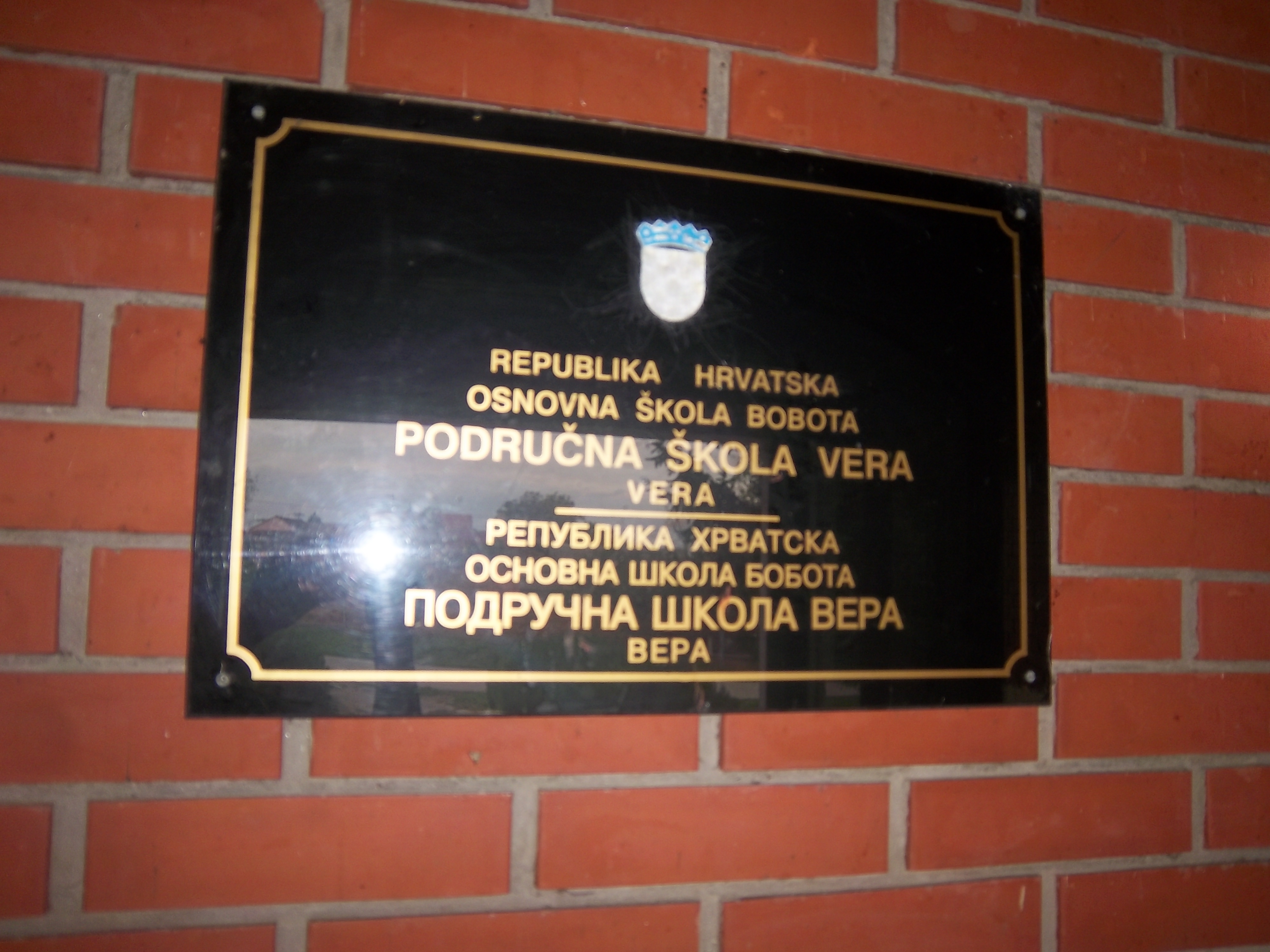
Двомовна дошка на школі в селі Вера

#### Освіта

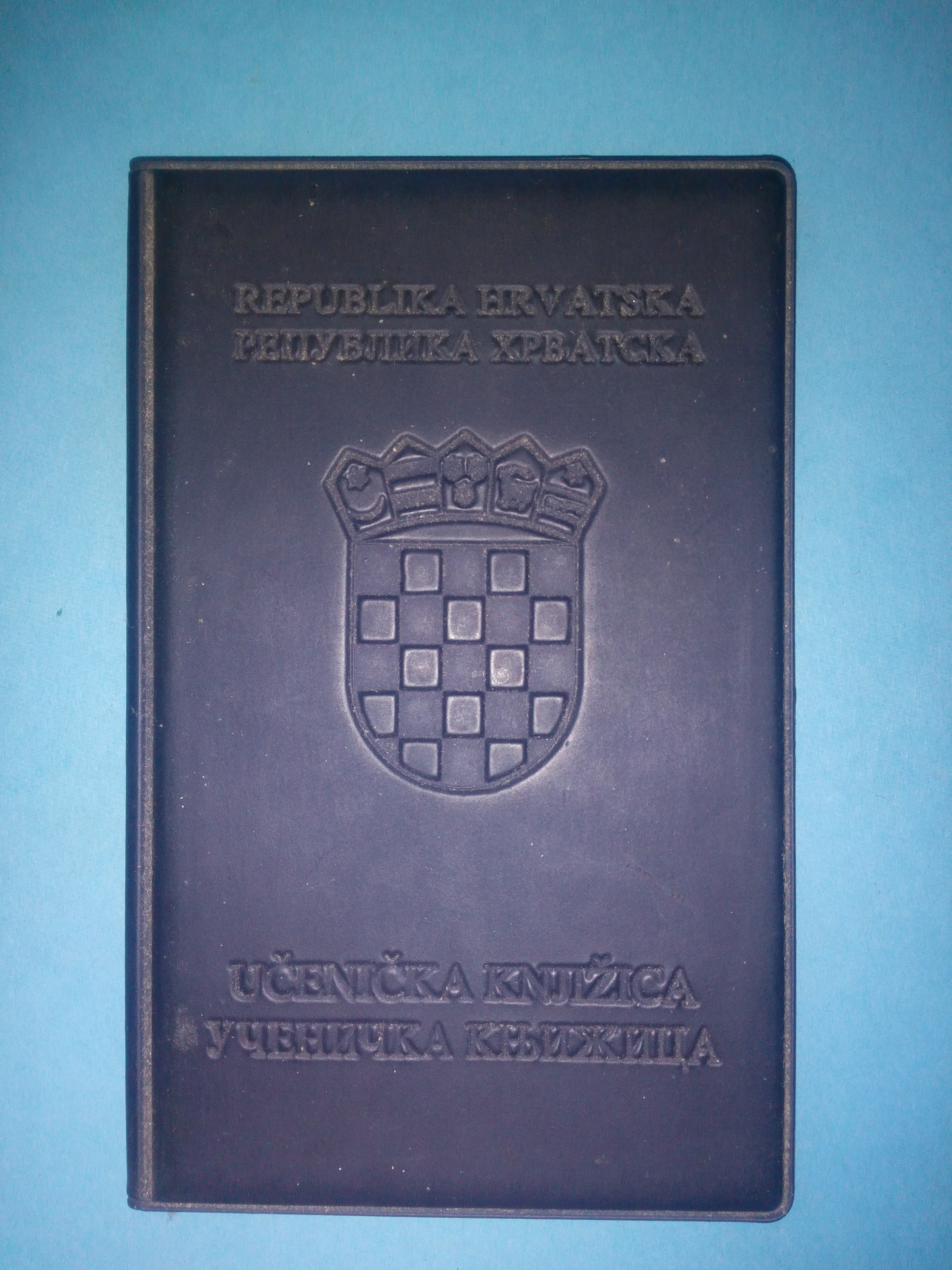
Учнівський квиток відділу сербської мови в Подунав'ї.

Навчання сербською мовою стало можливим на території колишньої самопроголошеної Східної Славонії, Барані та Західного Срему на підставі Ердутської угоди, яка заклала основи для мирної реінтеграції хорватського Придунав'я. У цій області заняття відбуваються за «моделлю А» освіти національних меншин, згідно з якою всі уроки проводяться мовою та письмом національних меншин. Школи у Подунав'ї організовують навчання хорватською мовою або мовою меншини, якщо є мінімальна кількість учнів, які можуть бути зараховані до класу відповідно до певної моделі. Критики вбачають у моделі розділених класів продовження хорватсько-сербського конфлікту в придунайському регіоні, а офіційні представники сербської меншини бачать у негативному ставленні до сербських відділів тиск у напрямку денаціоналізації. На практиці поділ більш виразний у багатоетнічних міських районах (особливо у Вуковарі), тоді як сільські поселення в дунайському краї переважно моноетнічні (хорватські, сербські, угорські чи русинські). Поділ класів за мовою навчання привів до того, що 2011 року 86% школярів у хорватських класах у Вуковарі були хорватами, а 95% учнів у сербських класах були сербами. Того самого року 75% батьків сербської національності та 68% школярів підтримали чинну модель освіти, а 78% учнів і 92% батьків хорватської національності висловилися за інтегровану модель навчання, у якій були б додаткові факультативні заняття з сербської мови та культури, що близько до «моделі С» освіти меншин. Інтегрована модель виявилася прийнятною і для 65% сербських батьків та 49% учнів, які мешкають у Вуковарі.
Спільна рада громад (хорв. Zajedničko vijeće općina) активно виступає за передачу засновницьких прав на певні початкові школи у Подунав'ї від Вуковарсько-Сремської та Осієцько-Баранської жупаній до громад із сербською більшістю, де розташовані дані школи. Сільські школи, які Спільна рада громад лобіює, на ділі вже ведуть навчання виключно класами із сербською мовою викладання, а передача засновницьких прав дозволить їм бути офіційно зареєстрованими як державні сербські школи, які пропонують освіту лише за моделлю А. Подібна модель існує в Істрії з державними італійськими школами.
Крім початкових і середніх шкіл у Подунав'ї, з 2005 року запрацювала Сербська православна загальноосвітня школа «Кантакузіна Катаріна Бранкович» у Загребі, де також проводяться заняття за моделлю А. В решті країни доступне навчання за моделлю B (двомовне навчання), моделлю C (плекання мови й культури) або позашкільне. Відділення південнослов'янських мов філософського факультету Загребського університету має кафедру сербської та чорногорської літератури.

#### ЗМІ та інституції
З грудня 1999 року Сербська народна рада видає тижневик «Новості». З 4 грудня 2009 року тижневик продається в кіосках по всій країні. Також сербською мовою виходять щомісячний журнал Identitet, який видає Сербський демократичний форум, щомісячник Izvor (видання Спільної ради громад), молодіжний часопис Bijela Pčela та культурний журнал Prosvjeta, які випускає сербське культурне товариство «Просвіта», і часопис «Форум», що видає Сербська народна рада у Вуковарі. Друковані видання розповсюджуються у межах спільноти. У східній Хорватії також є три місцеві радіостанції, які транслюють програми сербською мовою: Radio Banska Kosa (Білий Манастир), Radio Borovo (Борово) i Radio Dunav (Вуковар). Радіо і телебачення Воєводини у співпраці зі Спільною радою громад кожні 15 днів записує та показує півгодинну передачу «Хроніка Славонії, Барані та Західного Срему».
З 1996 року Центральна бібліотека культурного товариства «Просвіта» в Загребі також діє як офіційна Центральна бібліотека сербів у Хорватії. Книгозбірню засновано 4 січня 1948 року і вона в той час налічувала 40 тис. томів, переважно тематично пов'язаних із національною літературою, серед яких значна кількість книжок XVIII і XIX століть. 1953 року влада ухвалила рішення закрити бібліотеку та зберігати книжки в Музеї хорватських сербів, Національній та університетській бібліотеці в Загребі та Югославській академії наук і мистецтв. У січні 1995 року книгозбірню відновили і до 2016 року вона зібрала у своєму фонді понад 25 000 томів.

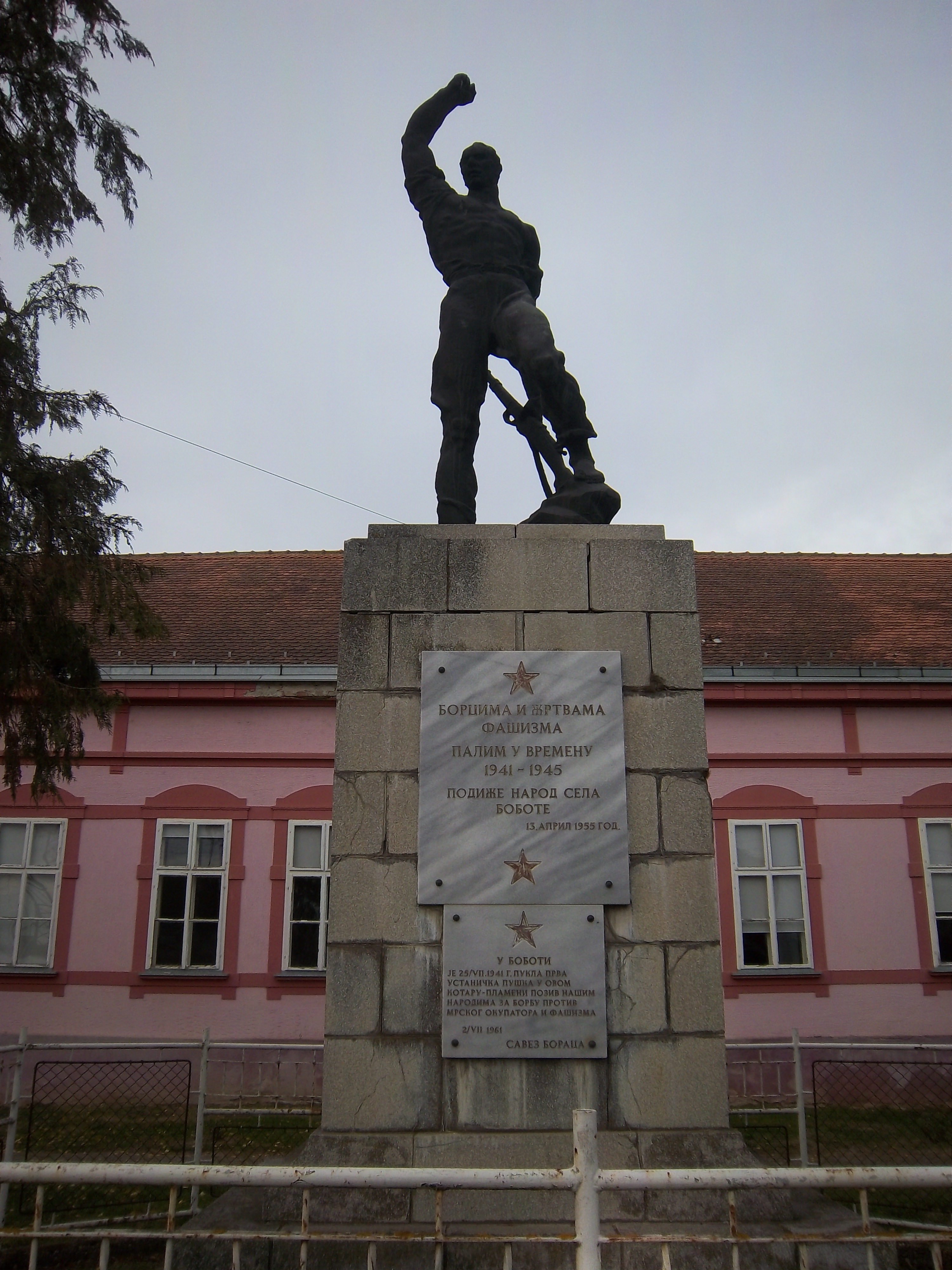
Пам'ятник бійцям Народно-визвольної війни Югославії у Боботі
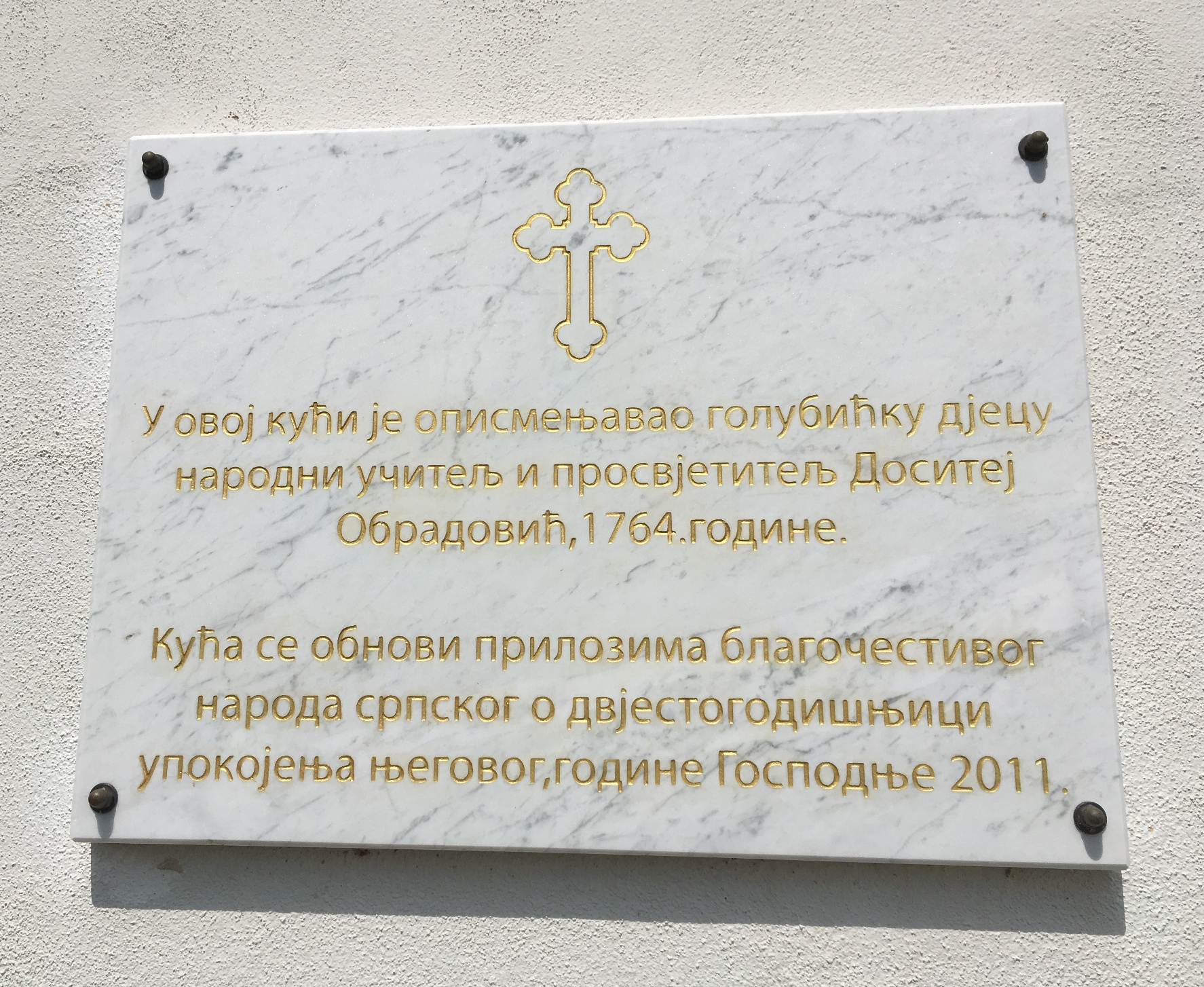
Меморіальна дошка на будинку в Голубичі, де вчителював Досітей Обрадович.
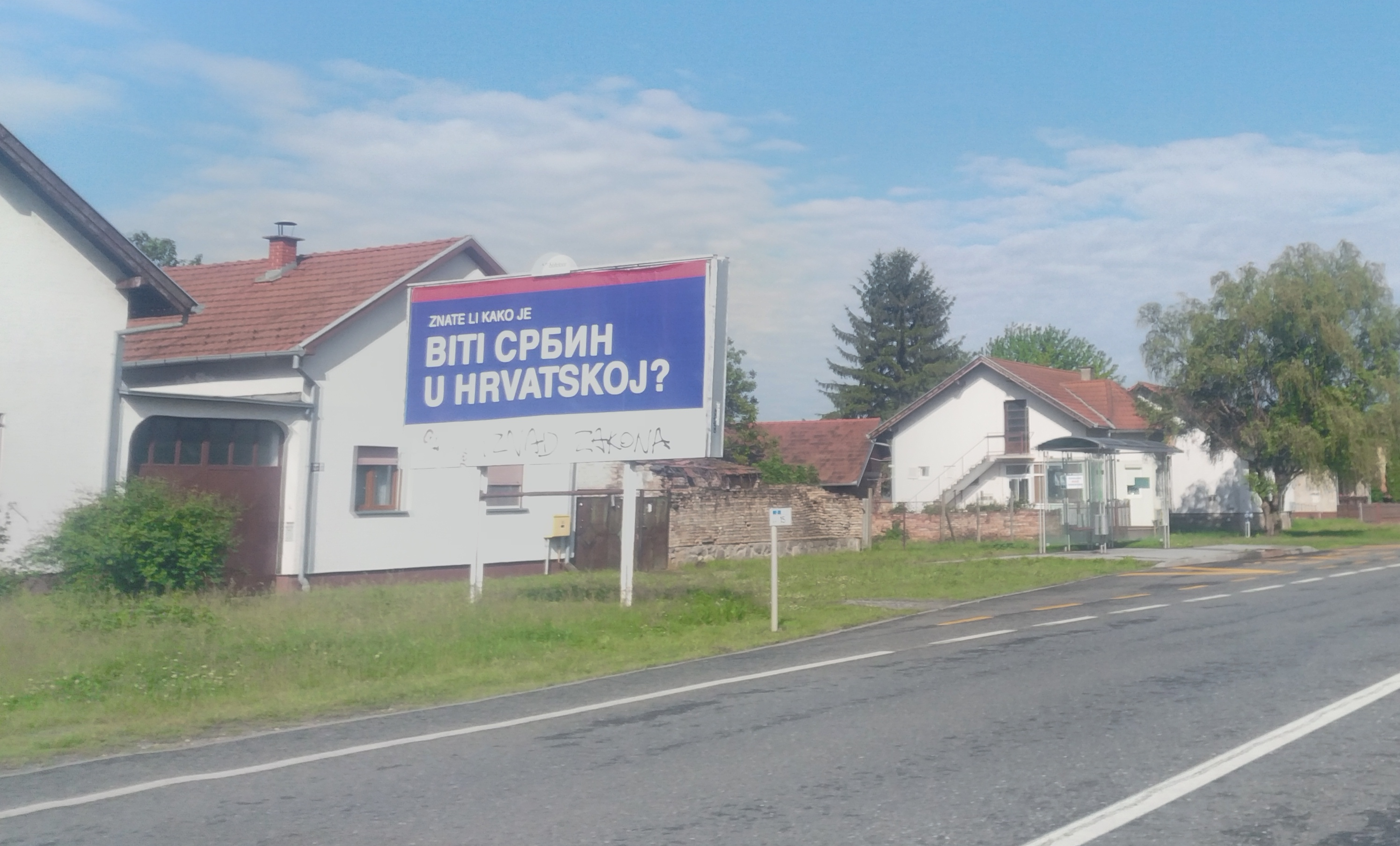
Плакат СДСП у Вуковарі 2019 року.
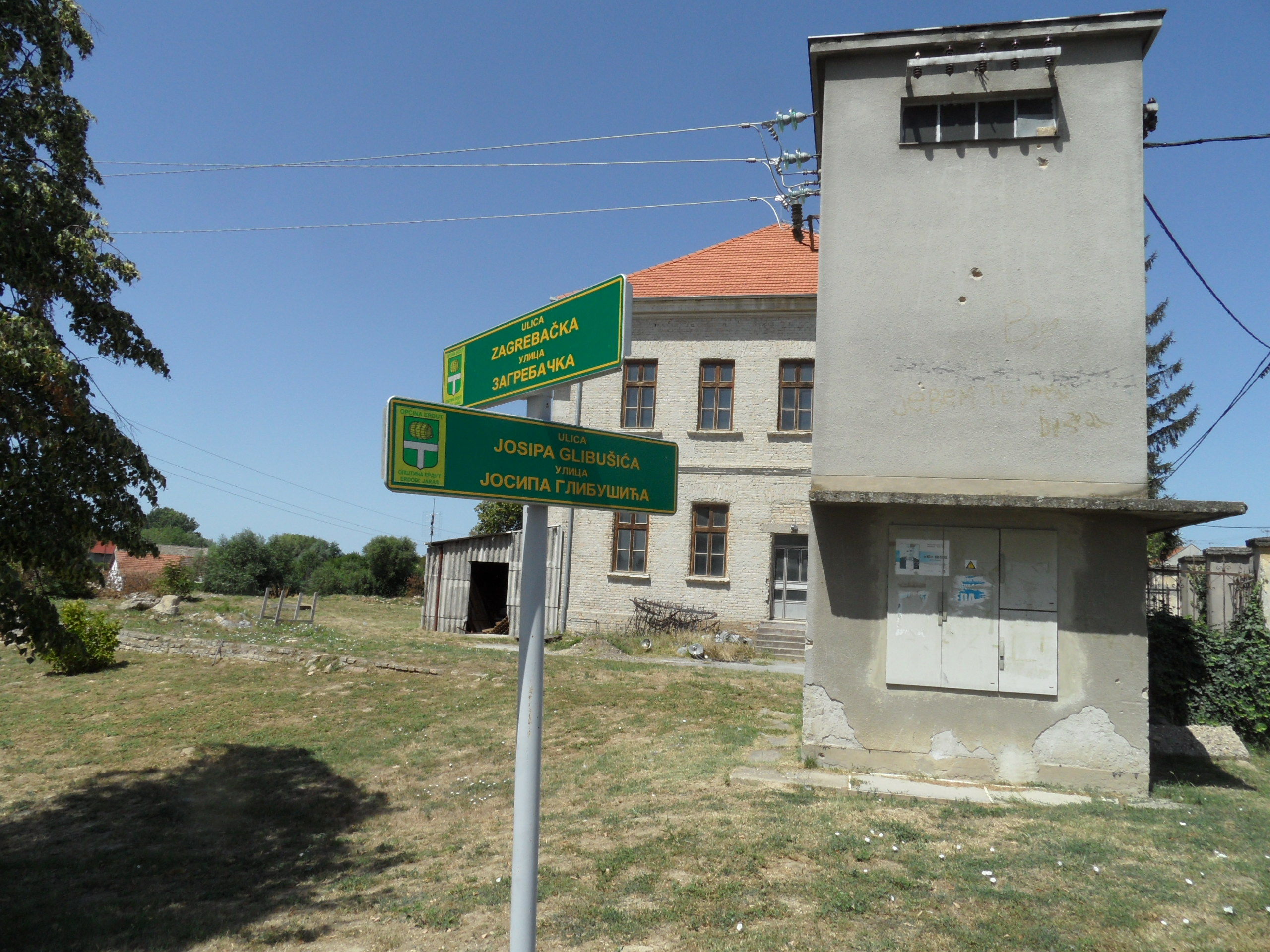
Двомовні назви вулиць у Далі.
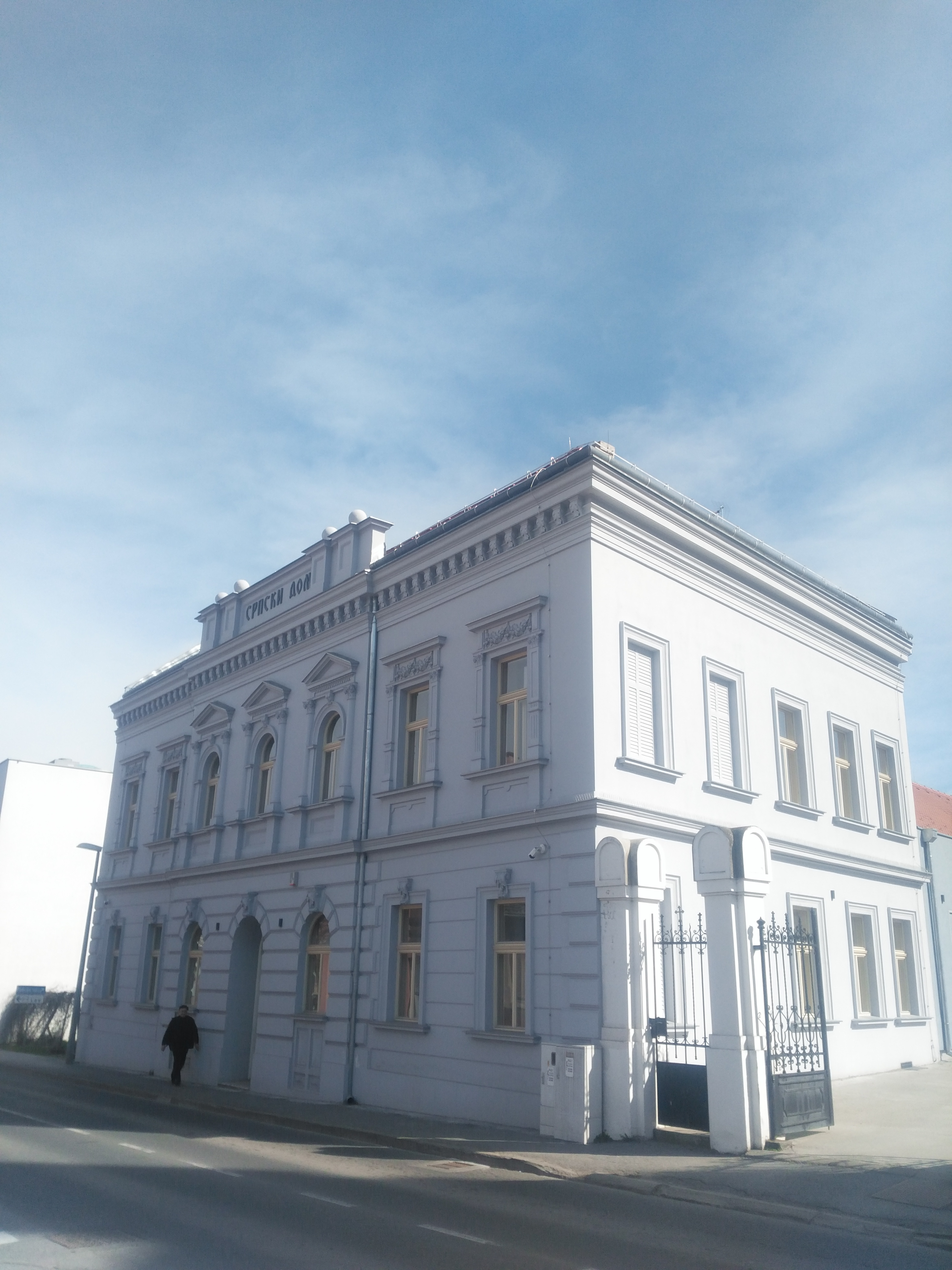
Напис на будівлі Сербського дому у Вуковарі.

#### Суперечності

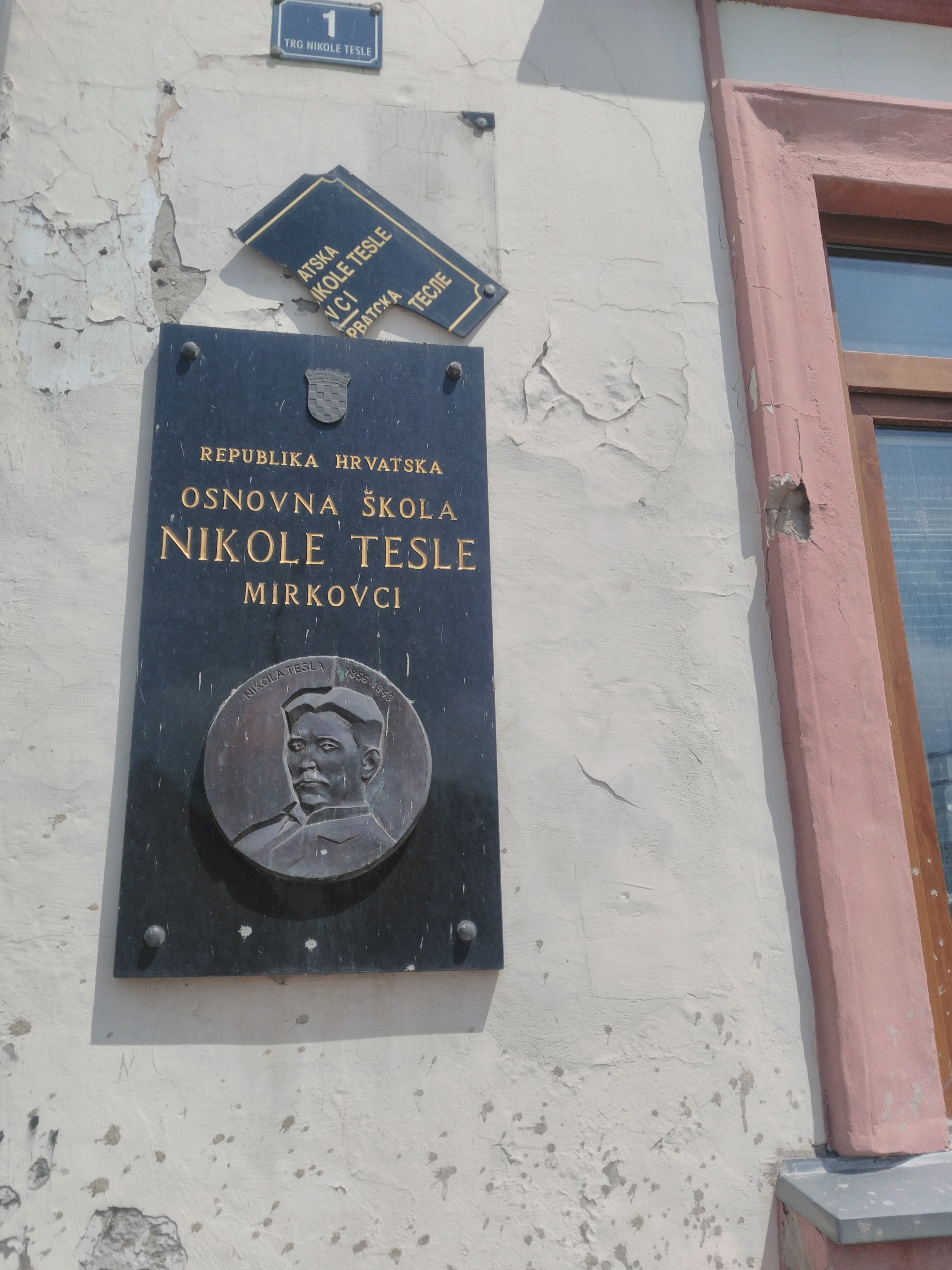
Розбита двомовна хорватсько-сербська табличка на початковій школі ім. Ніколи Тесли в Мирковцях

У перші роки після введення в дію Конституційного закону про права національних меншин деякі органи місцевого самоврядування чинили опір здійсненню своїх законних обов'язків. У звіті омбудсмана за 2005 рік громади Войнич, Крняк, Гвозд, Доні Кукурузари, Двор і Корениця згадуються як ті, в яких положення закону не виконуються, хоча ці одиниці місцевого самоврядування зобов’язані його виконувати. У доповіді також висвітлюється випадок Вуковара, де меншині було заборонено скористатися законними правами, хоча її частка згідно з переписом 2001 року лише менш ніж на 1% нижча за встановлений законом поріг.
Після перепису населення в Хорватії в 2011 році серби у Вуковарі виконали юридичну передумову для обов'язкового запровадження кирилиці, що, однак, цього разу призвело до протестів проти кирилиці в Хорватії. У квітні 2015 року Комітет ООН із прав людини закликав Хорватію забезпечити меншинам право використовувати їхню мову та писемність. У звіті Комітету наголошується, що заклик передусім стосується використання кирилиці у Вуковарі та відповідних хорватських громадах.
Питання кирилиці у Вуковарі вийшло за межі відносин сербської меншини та хорватської більшості і стало предметом політичних суперечок усередині самої більшості. Початкова критика з боку опозиційної ХДС дванадцятого уряду Республіки Хорватія на чолі з Зораном Мілановичем згодом вплинула на сформування Вітчизняного руху та критику вже з його боку чотирнадцятого і п'ятнадцятого урядів, які очолював Андрей Пленкович.
2014 року Конституційний суд Хорватії заборонив як неконституційний референдум, який мав ухвалити рішення про заборону офіційного використання кирилиці у Вуковарі. 2019 року Конституційний суд скасував кілька положень Статуту міста Вуковар як дискримінаційні щодо представників сербської меншини та закликав місцеву владу Вуковара розглянути можливість повернення двомовних табличок.
У грудні 2020 року в позові, поданому Міле Новаковичем проти Республіки Хорватія, Європейський суд з прав людини постановив, що права цього вчителя середньої школи були порушені, коли його 1999 року звільнили зі школи в Дарді (через використання в його повсякденній роботі сербської мови) і присудив йому посмертно (тобто сім'ї) компенсувати 5000 євро шкоди та 800 євро витрат. У 1999 році, після закінчення мирної реінтеграції, освітній нагляд здійснювався лише над учителями сербської національності, які працювали в класах із хорватською мовою навчання. Європейський суд ухвалив, що рішення хорватських судів про звільнення було законним, але воно не було пропорційним і що нагляд здійснювався тільки над сербськими вчителями через місяць після усної рекомендації викладати в тій школі виключно хорватською мовою.
Конституційний суд Хорватії підтримав законодавство про використання мов національних меншин. Він спирався на нещодавно розроблену концепцію національної ідентичності.

### Словацька
1997 року до 200-річчя від дня народження словацького прелата Штефана Мойзеса хорватський відділ Матиці словацької встановив двомовну меморіальну табличку на будівлі Горньоградської гімназії у Загребі. 2003 року в Ліпіку встановлено другу двомовну табличку на вшанування творчості Мартина Кукучіна. За роки роботи Матиця словацька видала в Загребі понад 10 книжок словацькою мовою.
У співпраці зі «Словацьким культурним центром» із міста Нашиці «Союз словаків» у Хорватії видає словацькою журнал Prameň. 
1998 року в Нашицях створено Центральну бібліотеку словаків у Хорватії у вигляді відділу місцевої публічної бібліотеки. Її користувачі станом на 2016 рік мали доступ до понад 4000 томів.
2011 року словацьку мову з першого класу початкової школи двічі на тиждень вивчали 536 учнів у Ілоку, Осієку, Солянах, Йосиповаці-Пунитовацькому, Марковаці-Нашицькому, Єлисаваці, Милєвцях, Зденці, Липовлянах і Меджуричі.

### Русинська
Русинський діалект у Воєводині та Хорватії було стандартизовано вже в першій половині ХХ століття, а з 1920-х років виходять і русинські видання. Це також була одна з перших спроб стандартизації русинської мови взагалі, адже в Україні русинська спільнота не визнається окремою нацією, а за межами Воєводини й Хорватії статус меншини та мовні права русинів були визнані та почали розвиватися лише в добу після «холодної війни». Тим часом, у Югославії, на відміну від інших країн Східної та Центральної Європи, не було тиску на русинів, щоб асимілювати їх у загальноукраїнській громаді, тому ця спільнота зберегла там риси етнічної самобутності, які вони принесли з собою, емігрувавши з теренів сучасної Словаччини. Русини на території Східної Славонії культурно та мовно нічим не відрізняються від значно численнішої та активнішої спільноти русинів Воєводини, а значну їх частину складають сім'ї, що переселилися з Руського Керестура. Русинська говірка в цій місцевості відрізняється від мовлення інших русинських громад і відзначається істотною кількістю запозичень із хорватської та сербської мов. Вживання русинської мови за межами Петрівців і Міклушевців, у дрібних та асимільованих громадах у Гуні, Раєвому Селі, Пишкоревцях і у містах після Другої світової війни почало занепадати, а після останньої війни цей процес прискорився ще більше.

### Угорська
2004 року представники угорської національної меншини закликали запровадити угорську мову в офіційний ужиток у місті Білий Манастир, посилаючись на права, набуті до 1991 року. 2004 року ця меншина становила 8,5% населення міста. Угорську мову у вищій освіті в Хорватії можна вивчати в Загребському, Осієцькому, а з 2021/2022 навчального року і в Рієцькому університеті.

#### Історія
У минулому угорська мова в Хорватії була більш поширеною, оскільки Угорське королівство намагалося здійснювати у Панонській низовині політику мадяризації словаків, хорватів, сербів, румунів та українців. Вітчизняних прибічників тісної політичної, економічної та культурної (мовної) інтеграції з Угорщиною Королівства Славонія та Банської Хорватії (що об'єдналися 1868 року в Королівство Хорватія і Славонія) зневажливо називали мадяронами. Опір мадяризації спричинив численні реакції, з яких у хорватській історіографії як особливо важлива згадується спалення угорського прапора в Загребі 16 жовтня 1895 року. 

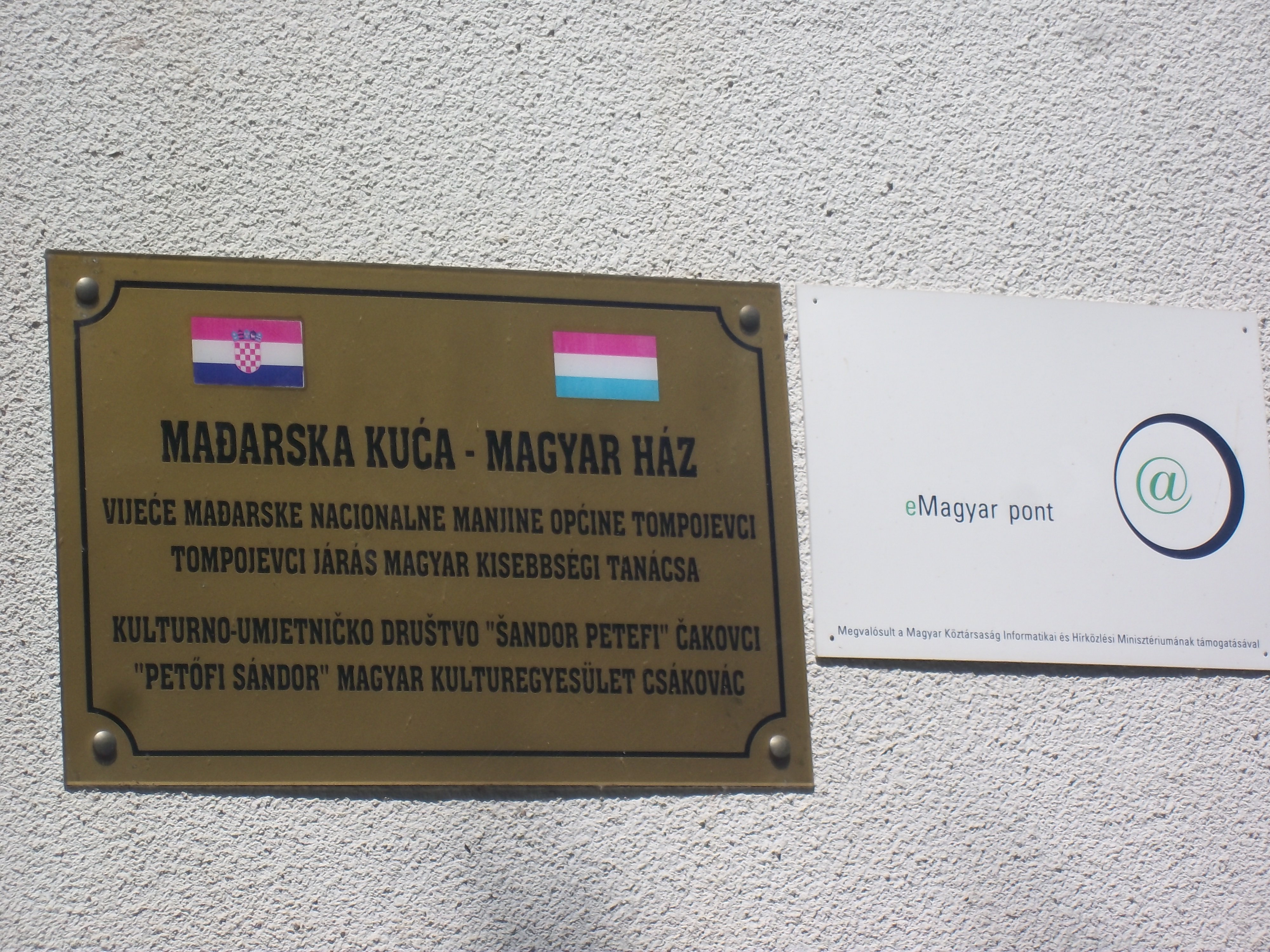
Табличка на Угорському домі в Чаковцях.
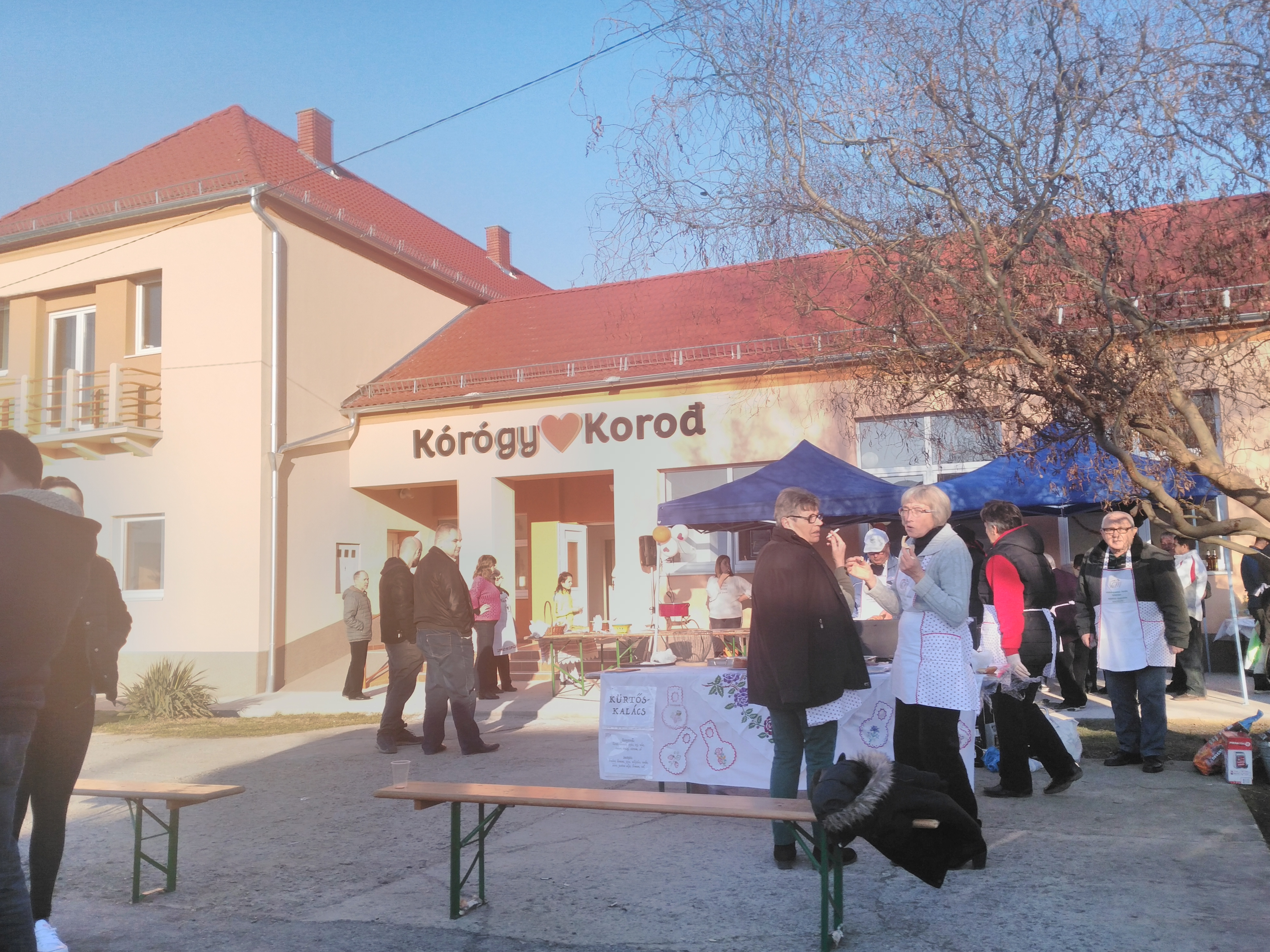
Центр села Кородж.
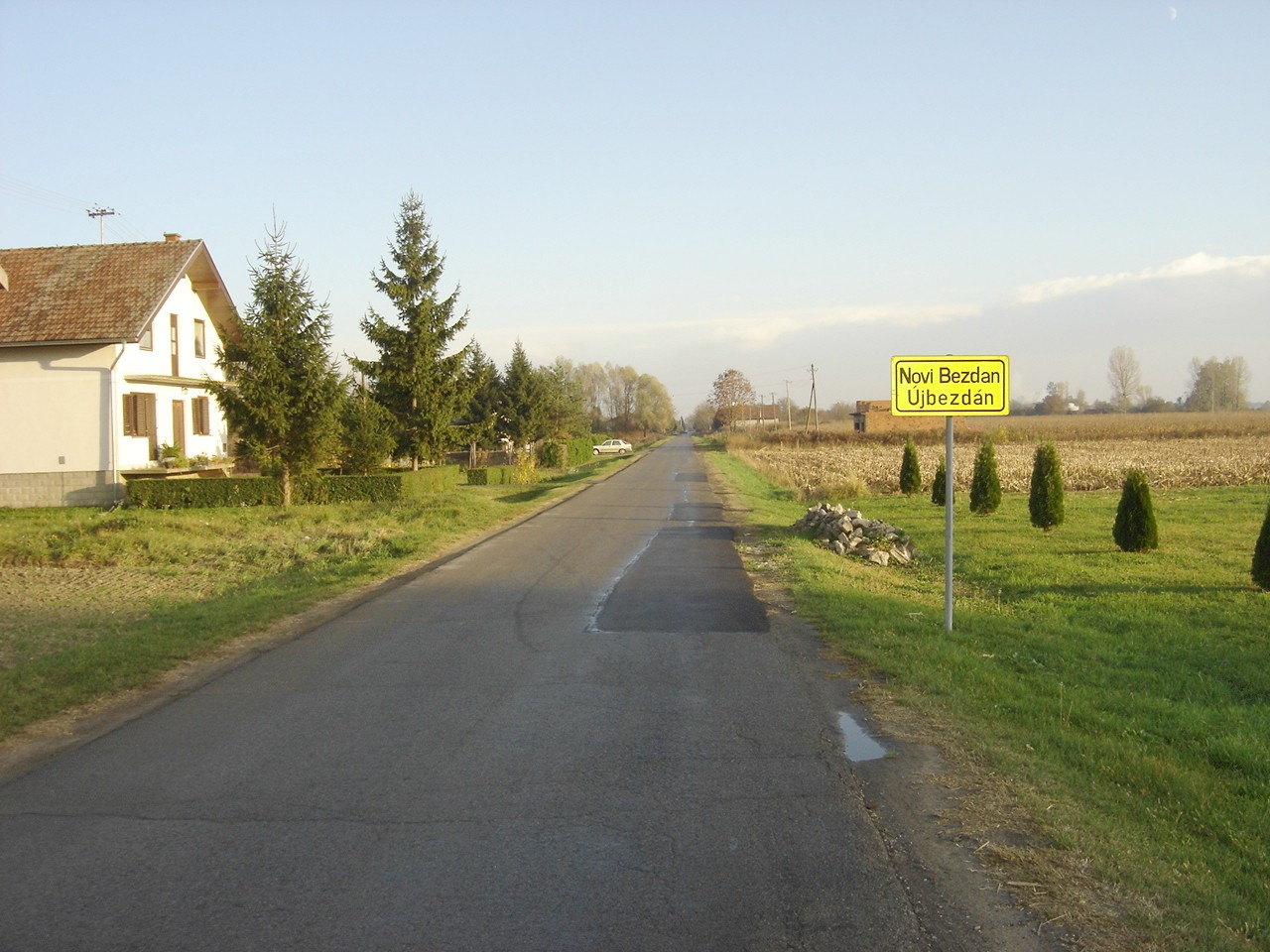
В'їзд у село Новий Бездан.

### Українська
Хорватське законодавство передбачає та реалізує право місцевої української меншини на вивчення рідної мови в загальноосвітніх школах. Діаспора в Хорватії докладає зусиль до розвитку шкільництва українською мовою. Станом на 2020 рік, у Хорватії викладають українознавчі предмети у п'ятьох хорватських школах у Загребі, Липовлянах, Петрівцях, Каніжі і Шумече, які відвідує понад 80 учнів. Щорічно влаштовуються літні дитячі школи з вивчення української мови, які відбуваються в Україні та в Хорватії. Учасниками літніх шкіл щороку стають близько 100 дітей із сімей діаспори.
У Загребі з метою забезпечення потреб діаспори з 1995 року працює Центральна бібліотека русинів і українців Хорватії (хорв. Središnja knjižnica Rusina i Ukrajinaca u Hrvatskoj). Українська громада Хорватії видає українською мовою низку часописів: журнали «Вісник», «Наша газета», «Нова думка», дитячий журнал «Віночок», альманах «Думки з Дунаю». Фінансування цих видань відбувається за кошти бюджетної програми Хорватії щодо діяльності організацій нацменшин. З 2001 року на філософському факультеті Загребського університету діє кафедра української мови та літератури.

### Циганська
Раніше Хорватія зробила застереження щодо ратифікації статті 7.5 Європейської хартії регіональних мов або мов меншин (ECRML), чим виключила поширення дії хартії на нетериторіальні мови, як-от циганська. У першому звіті про оцінку від 2 грудня 2000 року експертні групи та Секретаріат ECRML рекомендували визнати циганську мову окремою мовою меншини. Нині влада Хорватії збирається зняти застереження.
Відкрита 8 червня 2020 року Центральна бібліотека ромів у Хорватії є єдиною циганською бібліотекою в Європі. 25 травня 2012 року хорватський парламент офіційно визнав День циганської мови. Депутат від циганської національної меншини Велько Кайтазі заявив про намір протягом свого строку повноважень виступати за офіційне визнання циганської мови однією з визнаних мов меншин у Хорватії.

### Чеська
У Даруварі у вигляді відділу місцевої публічної бібліотеки працює Центральна бібліотека для чеської меншини в Хорватії.
У Б'єловарсько-Білогорській жупанії 6 287 осіб визнали свою належність до чеської національної меншини. 70% із них зазначили чеську мову як рідну. 2011 року депутатка парламенту від чеської та словацької меншин Зденка Чугніл зазначила, що на підставі набутих прав чеська меншина має право на рівноправне використання мови в 9 одиницях місцевого самоврядування, тоді як на практиці цим правом вдається скористатися в одній та частково у ще одній одиниці місцевого самоврядування. Водночас вона заявила, що у випадку словацької меншини із 6 одиниць (5 на основі набутих прав і одна на основі пропорційності) можливо вільно використовувати свої права лише в одній.
2013 року посол Чеської Республіки в Хорватії Мартін Кошатка зауважив, що намір обмежити використання кирилиці в разі його здійснення негативно вплине і на чеську та інші меншини в Хорватії.

### Інші мови
Є ще три центральні бібліотеки в Хорватії: босняцької громади — в місті Сисак, албанської — у Загребі та словенської — у Карловаці.